# Trofeo Ramón de Carranza 2019
El Trofeo Ramón de Carranza 2019 fue la  LXV edición  de dicho torneo. Los encuentros se disputaron del 12 al 14 de agosto de 2019 en el Estadio Ramón de Carranza. Esta fue la primera edición del torneo en la que los equipos participantes fueron equipos femeninos. Participaron el Athletic Club, el Real Betis, el C. D. TACON y el Tottenham Hotspur F. C. W. Las semifinales se disputaron el 12 y el 13 de agosto y la final se disputó el 14 de agosto.

## Cuadro
|  | Semifinales                | Semifinales                | Semifinales             |                    |                            | Final                      | Final                | Final                |  |
|  | 12-13 de agosto de 2019    | 12-13 de agosto de 2019    | 12-13 de agosto de 2019 |                    |                            | 14 de agosto de 2019       | 14 de agosto de 2019 | 14 de agosto de 2019 |  |
|  |                            |                            |                         |                    |                            |                            |                      |                      |  |
|  |                            |                            |                         |                    |                            |                            |                      |                      |  |
|  | Tottenham Hotspur F. C. W. | Tottenham Hotspur F. C. W. | 2                       |                    |                            |                            |                      |                      |  |
|  | Tottenham Hotspur F. C. W. | Tottenham Hotspur F. C. W. | 2                       |                    |                            |                            |                      |                      |  |
|  | Real Betis                 | Real Betis                 | 1                       |                    |                            |                            |                      |                      |  |
|  | Real Betis                 | Real Betis                 | 1                       |                    | Tottenham Hotspur F. C. W. | Tottenham Hotspur F. C. W. | 1 (4)                |                      |  |
|  |                            |                            |                         |                    | Tottenham Hotspur F. C. W. | Tottenham Hotspur F. C. W. | 1 (4)                |                      |  |
|  |                            |                            | Athletic Club (p.)      | Athletic Club (p.) | 1 (5)                      |                            |                      |                      |  |
|  | Athletic Club              | Athletic Club              | Athletic Club (p.)      | Athletic Club (p.) | 1 (5)                      | 1                          |                      |                      |  |
|  | Athletic Club              | Athletic Club              |                         |                    |                            | 1                          |                      |                      |  |
|  | C. D. TACON                | C. D. TACON                | 0                       |                    |                            |                            |                      |                      |  |
|  | C. D. TACON                | C. D. TACON                | 0                       |                    |                            |                            |                      |                      |  |
|  |                            |                            |                         |                    |                            |                            |                      |                      |  |

### Semifinales
| Semifinal 1; 12 de agosto de 2019, 22:00 | Athletic Club | 1:0 (0:0) | C. D. TACON | Ramón de Carranza, Cádiz                                          |                                                                   |
|                                          | Maite 70'     | Reporte   |             | Asistencia: 5 373 espectadores Árbitro(s): Díaz de Mera Escuderos | Asistencia: 5 373 espectadores Árbitro(s): Díaz de Mera Escuderos |

| Uniformes |  |
|           |  |

| Semifinal 2; 13 de agosto de 2019, 22:00 | Tottenham Hotspur F. C. W. | 2:1 (1:1) | Real Betis  | Ramón de Carranza, Cádiz                                  |                                                           |
|                                          | Quinn 27' · Graham 58'     | Reporte   | 31' Cazalla | Asistencia: 5 166 espectadores Árbitro(s): Villegas Navas | Asistencia: 5 166 espectadores Árbitro(s): Villegas Navas |

| Uniformes |  |
|           |  |

### Final
| Final; 14 de agosto de 2019, 22:00 | Tottenham Hotspur F. C. W.                                        | 1:1 (1:0) (4:5 p.)         | Athletic Club                                                             | Ramón de Carranza, Cádiz                               |                                                        |
|                                    | Addison 11'                                                       | Reporte                    | 90+4' Lucía García                                                        | Asistencia: 6 915 espectadores Árbitro(s): Frías Acedo | Asistencia: 6 915 espectadores Árbitro(s): Frías Acedo |
|                                    |                                                                   | Tiros desde el punto penal |                                                                           |                                                        |                                                        |
|                                    | - McLean - Percival - Davison - Quinn - Addison - Filbey - Haines |                            | - Lucía García - Gimbert - Maite - Erika Vázquez - Unzué - Nerea - Eunate |                                                        |                                                        |

| Uniformes |  |
|           |  |

|                                   |
| Bandera de España                 |
| Campeón Athletic Club 1.er título |

- Datos: Q105525638